# Frontera entre l'Equador i Costa Rica
La frontera entre l'Equador i Costa Rica és totalment marítima i està situada a l'oceà Pacífic. Ambdós països comparteixen una frontera comuna bastant lluny del continent entre l'illa del Coco, pertanyent a Costa Rica i les illes Galápagos. Els ministres d'afers exteriors de l'Equador, Ricardo Patiño i Costa Rica, Enrique Castillo, van signar la Convenció el 21 d'abril de 2014 després d'un procés iniciat el 1978. L'adhesió de l'Equador a la Convenció de les Nacions Unides sobre el Dret del Mar al setembre de 2012 va refinar la definició adoptada el 1985 ajustant els punts base i els punts equidistants d'aquells que va dibuixar les línies geodèsiques que formen la frontera marítima.
Els punts de bases de Costa Rica:
- CR-1, al sud-oest de l'illa Dos Amigos.
- CR-2, al sud-oest del cap Dampier, a l'illa del Coco

Els punts de bases de l'Equador:
- EC-1, al nord-est de l'illa Darwin
- EC-2, al nord-est de l'illa Genovesa

El tractat va ser formalitzat amb una línia de demarcació segons tres punts:
- Punt B-1 : 04°33’55.741”N 090°18’24.485”O
- Punt B-3 : 03°26’37.922”N 089°26’11.383”O
- Punt B-2 : 02°09’02.238”N 087°08’42.443”O